# Cocquio-Trevisago
Cocquio-Trevisago är en kommun i provinsen Varese i regionen Lombardiet i Italien. Kommunen hade 4 740 invånare (2018).